# Peter Orszag
Peter Richard Orszag [ˈɔrzæɡ], född 16 december 1968 i Boston, Massachusetts, är en amerikansk ekonom. Han var chef för federal förvaltnings- och budgetdirektör, samt medlem i USA:s kabinett 2009–2010.
Orszag tog sin high school-examen vid internatskolan Phillips Exeter Academy. Han avlade 1991 sin kandidatexamen i nationalekonomi vid Princeton University. Därefter tog han master- (1992) och doktorsexamen (1997) vid London School of Economics. Från 1995 till 1998 var Orszag verksam som ekonomisk rådgivare i presidentens kansli under Bill Clintons regering. Från 2007 till 2008 var han chef för Kongressens budgetbyrå (Congressional Budget Office).